# Riri-tuna-rai
Riri-tuna-rai är kokosnötternas gudinna inom Påsköns mytologi. Hon skapade kokosnötterna tillsammans med Atua-metua.